# Рыбчанка
Рыбчанка (бел. Рыбчанка) — река в Белоруссии, в Молодечненском и Вилейском районах Минской области. Длина 30 км. Водосбор 518 км². Среднегодовой расход воды в устье 3,9 м³/с. Средний наклон водной поверхности 1,7 ‰.
Начинается в центре городского посёлка Радошковичи слиянием рек Вязынка и Гуйка. Верхнее и среднее течение проходит по Молодечненскому району, нижнее — по Вилейскому. Генеральное направление течения — север. Почти всё течение проходит параллельно главному каналу Вилейско-Минской водной системы.
Течёт по северным склонам Минской возвышенности. Долина в верхнем и нижнем течении трапециевидная, её ширина 3-4 км, в среднем течении не выражена. Пойма на большом протяжении двухсторонняя (ширина 0,5-1 км), поросшая кустарником, заболоченная. Русло извилистое, в пределах Радошковичей (1,5 км) канализировано, его ширина в межень 15-17. Около деревни Раевка пруд площадью 0,15 км². На берегах несколько зон отдыха
Основные притоки: Удра, Конотопка (справа). Река протекает деревни Сычевичи, Большой Бор, Раевка. Впадает в Илию в километре к западу от деревни Бережок.
В сентябре 2009 года возле Сычевичей на Рыбчанке введена в строй Сычевичская ГЭС мощностью 110 кВт.